# China Taipéi en los Juegos Paralímpicos de Barcelona 1992
China Taipéi (Taiwán) estuvo representada en los Juegos Paralímpicos de Barcelona 1992 por once deportistas, diez hombres y una mujer.

## Medallistas
El equipo paralímpico obtuvo las siguientes medallas:
| Nombre        | Deporte | Evento           |
| ------------- | ------- | ---------------- |
| Oro           |         |                  |
| —             |         |                  |
| Plata         |         |                  |
| —             |         |                  |
| Bronce        |         |                  |
| Lin Der-Chang | Yudo    | –86 kg masculino |